# 郭溪街道
郭溪街道，中国浙江省温州市瓯海区下辖的一个街道。以郭溪流经境内得名。工业已形成浦东综合工业区、塘下机械标准件工业区、宁桥鞋革工业区、郭溪制革工业区、郭南陶瓷工业区。境内有温州梅屿发电厂。
2011年撤销镇建制，在原行政区域内设立街道办事处。

## 辖区
现辖：
塘下社区、渚浦社区、梅浦社区、燎原社区、宋岙社区、郭溪社区、西景社区、塘下村、曹平村、岭头村、郭西村、郭南村、郭溪村、河头村、前垟村、宋岙底村、三合村、曹埭村、凰桥村、任桥村、梅园村、浦北村、梅屿村、浦西村和浦东村。